# Bosporus
Bosporus eller Bosporusstrædet (tyrkisk İstanbul Boğazı) er det stræde, som skiller Europa og Lilleasien fra hinanden. Strædet er 30 km langt og mellem 750 m og 3,7 km bredt. Strædet skærer midt igennem Istanbul, og deler dermed byen i en europæisk og en asiatisk del.
Bosporus forbinder Sortehavet med Marmarahavet. Fra Marmarahavet er gennem Dardanellerne vandforbindelse til Ægæerhavet og derigennem til Middelhavet. 
Bugten Det Gyldne Horn, der nord for Istanbuls historiske kerne skærer sig ind i Bosporus' europæiske bred, er en naturlig havn.
41°9′N 29°4′Ø / 41.150°N 29.067°Ø
- Wikimedia Commons har flere filer relateret til Bosporus